# Molitz
Molitz gehört zur Ortschaft Fleetmark und ist ein Ortsteil der Stadt Arendsee (Altmark) im Altmarkkreis Salzwedel in Sachsen-Anhalt.

## Geographie
Molitz, ein Dorf mit Kirche, liegt etwa 18 Kilometer südöstlich der Kreisstadt Salzwedel in der Altmark.
Nachbarorte sind Lüge im Westen, Fleetmark im Norden, Lübbars im Nordosten, Plathe im Osten und Störpke im Süden.

## Geschichte

### Mittelalter bis 20. Jahrhundert
Im Jahre 1324 wird das Dorf Molitz erstmals als Molyz erwähnt, als Hans und Heinecke von Kröcher das Schloss Kalbe mit den zugehörigen Dörfern an Albrecht von Alvensleben verkauften. Weitere Nennungen sind 1375 Molwitz im Landbuch der Mark Brandenburg, 1458 Molitze, 1541 und 1570 Molitz, 1687 Molitze, später auch Mohlitz.
Der Ort war ursprünglich ein Rundplatzdorf, das im Norden durch eine gerade Zeile abgeschlossen war, wie aus dem Urmesstischblatt von 1823 hervorgeht. Später ist das Dorf nach Norden und Osten erweitert worden.
Im 19. Jahrhundert gab es südlich des Dorfes eine Wassermühle. Links des Weges nach Ladekath stand im 20. Jahrhundert eine Windmühle.

### Archäologie
Bei Molitz gibt es eine undatierte Grabhügelgruppe und einen Grabhügel aus der Bronzezeit. Dort wurde im Jahre 1894 eine bronzene Fibelnadel gefunden, die der Ortsvorsteher Reckling dem Danneil-Museum in Salzwedel übergab. Die Urnen an der Fundstelle waren sämtlich bereits zerfallen. Paul Kupka ordnete den Fund der nordischen älteren Bronzezeit zu.

### Wüstungen bei Molitz
Wilhelm Zahn beschrieb 1909 drei Wüstungen. Eine, jedoch ohne Siedlungsspuren, soll 3 Kilometer südöstlich liegen. Winterfeld ist 1,85 Kilometer nördlich des Dorfes zu finden. Das Wendfeld liegt 2,1 Kilometer nördlich vom Dorf an einer alten Viehtränke, dem Fischsoll.

### Herkunft des Ortsnamens
Aleksander Brückner leitet den Namen vom Altslavischen „malь“ für „klein“ ab.

### Eingemeindungen
Molitz gehörte bis 1807 zum Arendseeischen Kreis, danach bis 1813 zum Kanton Groß Apenburg im Königreich Westphalen, ab 1816 kam es in den Kreis Salzwedel, den späteren Landkreis Salzwedel in der preußischen Provinz Sachsen.
Am 25. Juli 1952 wurde die Gemeinde Molitz in den Kreis Kalbe (Milde) umgegliedert. Kurz danach, am 4. Dezember 1952, ist Molitz in den Kreis Salzwedel umgegliedert worden. Am 1. August 1973 wurde die Gemeinde Molitz nach Fleetmark eingemeindet.
Mit der Eingemeindung von Fleetmark in Arendsee (Altmark) am 1. Januar 2011 kam Molitz als Ortsteil zur neuen Ortschaft Fleetmark und zur Stadt Arendsee (Altmark).

### Einwohnerentwicklung
| Jahr | Einwohner |
| ---- | --------- |
| 1734 | 170       |
| 1774 | 093       |
| 1789 | 092       |
| 1798 | 101       |
| 1801 | 101       |
| 1818 | 104       |
| 1840 | 129       |
| 1864 | 140       |

| Jahr | Einwohner |
| ---- | --------- |
| 1871 | 153       |
| 1885 | 148       |
| 1892 | [0]157    |
| 1895 | 159       |
| 1900 | [0]147    |
| 1905 | 164       |
| 1910 | [0]183    |
| 1925 | 183       |

| Jahr | Einwohner |
| ---- | --------- |
| 1939 | 162       |
| 1946 | 276       |
| 1964 | 170       |
| 1971 | 139       |
| 2011 | 088       |
| 2012 | 089       |
| 2013 | 086       |
| 2014 | 083       |

| Jahr | Einwohner |
| ---- | --------- |
| 2015 | 81        |
| 2016 | 80        |
| 2017 | 79        |
| 2020 | [00]82    |
| 2021 | [00]79    |
| 2022 | [0]79     |
| 2023 | [0]78     |

Quelle, wenn nicht angegeben, bis 1981, 2011–2017

## Religion
Die evangelische Kirchengemeinde Molitz gehörte früher zur Pfarrei Plathe und wird heute betreut vom Pfarrbereich Fleetmark-Jeetze im Kirchenkreis Salzwedel im Bischofssprengel Magdeburg der Evangelischen Kirche in Mitteldeutschland.
Die ältesten überlieferten Kirchenbücher für Molitz stammen aus dem Jahre 1639.
Die katholischen Christen gehören zur Pfarrei St. Laurentius in Salzwedel im Dekanat Stendal im Bistum Magdeburg.

## Kultur und Sehenswürdigkeiten
- Die evangelische Dorfkirche Molitz ist ein Feldsteinbau aus dem 13. Jahrhundert.[20] Die Kirche ist eine Filialkirche von Plathe.[16]
- In der Kirche befindet sich eine Gedenktafel für die Gefallenen des Ersten Weltkrieges.[21]

## Sagen aus Molitz
Im „Altmärkischen Sagenschatz“ überlieferte der Lehrer Sprott im Jahre 1908 drei Sagen aus der Gegend. 

### Riesensteine bei Molitz
Es wird von zwei großen Findlingen berichtet. Auf dem Wege nach Kallehne, dem westlichen Teil von Fleetmark, nördlich von Molitz, stand am Anfang des 20. Jahrhunderts ein Schafstall, der bis in 1½ Meter Höhe aus einem großen Stein erbaut war, der aus dem südlich vom Dorf gelegenen Sumpfgarten stammte. Ein anderer Stein lag auf der Anhöhe „hoher Sol“ östlich des Dorfes. Der Sage nach waren die Dolchauer neidisch, dass ihr Kirchturm niedriger war als der Molitzer. Sie beauftragten einen Riesen, den Kirchturm zu Molitz einzuwerfen. Vom Dolchauer Berge aus schleuderte er die beiden Steine, jedoch ohne zu treffen.

### Räuberhöhle bei Molitz
Im Kiefernwald nördlich des Dorfes Molitz führt die Heerstraße von Stendal nach Salzwedel. Die für Reisende gefährlichste Stelle war die „Räuberhöhle“, dicht an der Lübbarser Grenze. Auf drei Seiten war dort ein etwa 100 Quadratmeter großer Raum, von hohen, Wällen umgeben. Auf der vierten Seite machte dichtes Gestrüpp ein Eindringen fast unmöglich. Dort hielten sich in früherer Zeit Wegelagerer auf.

### Wendfeld bei Molitz
Die Waldung nordwestlich von Molitz hieß früher „Wendland“. Die teilweise rötliche Färbung des dortigen Sandes soll nach dem Glauben alter Ortsbewohner von dem Blute der dort im Kampfe gefallenen Wenden herrühren.

## Sohn des Ortes
- Helmut Eggert (1935–2019), Bauingenieur